# Hélicoïde de Caracas
L'Hélicoïde est un immeuble situé à Caracas au Venezuela, appelé ainsi en raison de sa forme très caractéristique. Il s'agit d'un hélicoïde en béton qui grimpe aux flancs d'une colline d'environ 100 m. Le bâtiment abrite la Dirección de los Servicios de Inteligencia y Prevención (es) (DISIP), les services de renseignement du gouvernement, ainsi qu'un centre de détention fréquenté notamment par les prisonniers politiques. 
La construction de l'immeuble a débuté dans les années 1950 sous la dictature de Marcos Pérez Jiménez.  Le bâtiment devait être le plus grand centre commercial d'Amérique latine mais, très vite, sa construction fut interrompue et le site squatté. Les travaux ont repris en 1998.  